# Штурмтруппен
Штурмтру́ппен (итал. Sturmtruppen) — итальянский сатирический комикс, созданный художником Франко Бонвичини и выходивший в большом количестве периодических изданий с 1968 по 1995 годы. Героями комикса являются солдаты и офицеры нацистской армии, попадающие в смешные, абсурдные и даже сюрреалистические ситуации.

## История
Штурмтруппен были придуманы и воплощены итальянским художником Франко Бонвичини, более известным под псевдонимом «Бонви». Они были впервые представлены 27-летним (на тот момент) художником в ноябре 1968 года на Межденародном салоне комиксов в Лукке. Там на них обратили внимание редакторы римской ежедневной газеты Paese sera, которые проводили неафишируемый конкурс по отбору комиксов для своей газеты. Уже 23 ноября того же года первый стрип был опубликован в Paese sera, после чего они публиковались там в ежедневном режиме. 
Позднее, в 1970—1980-е годы различные эпизоды комикса, как в виде стрипов, так и в виде полностраничных эпизодов (размером от одной до двадцати страниц) публиковались в огромном количестве различных итальянских национальных и местных газет и журналов, подборки комиксов также выходили отдельными изданиями. Всего было выпущено 5865 эпизодов. Создание комикса было прекращено в 1995 году в связи со смертью автора.
Отдельные эпизоды комикса были переведены на 11 иностранных языков. По некоторым данным, Штурмтруппен был первым западным комиксом, опубликованным в СССР.

## Сюжет
Эпизоды комикса Штурмтруппен не имеют сквозного сюжета. Комикс представляет собой антивоенную сатиру, персонажами которой являются солдаты и офицеры нацистской армии и СС. Они глупы, трусливы, ленивы и не желают продолжать воинскую службу, вместо чего с удовольствием вернулись бы с фронта домой. В эпизодах комикса жёстко высмеивается жестокость и глупость войны.

## Персонажи
Большинство персонажей комикса — это немецкие солдаты Вермахта. Они либо анонимны, либо носят типичные немецкие имена (Фриц, Франц, Отто и так далее). Помимо них, в комиксе фигурирует их начальство с говорящими именами (или прозвищами): ветеран-сержант Сердже́нтен (итал. Sergenten) — садист, регулярно попадающий в смешные ситуации; повар Куо́кен (итал. Cuoken, от искажённого итальянского cuoco), приправляющий суп фрагментами трупов «для вкуса»; эро́икен портафери́тен (итал. eroiken portaferiten, искажённое «героические раненые»), которые стремятся продолжать войну, несмотря на потерю конечностей; командир роты Капита́нен (итал. Capitanen) и его заместитель Тене́нте новели́ен (итал. Tenente novellinen, искажённое «лейтенант-новобранец») и другие. Среди персонажей присутствуют также союзники немцев — итальянский фашист Галеа́ццо Музоле́зи (итал. Galeazzo Musolesi), в имени которого слышится отсылка к именам Бенито Муссолини и Галеаццо Чиано, и глуповатый японский лётчик, которого недалёкие нацисты тем не менее считают воплощением азиатской мудрости.

## Язык
Герои комикса говорят на исковерканном итальянском языке, в котором присутствует большое количество слов, грамматически или орфографически видоизменённых таким образом, чтобы напоминать слова немецкого языка. Так многие слова оканчиваются на -en, которым заменяются итальянские окончания (-o, -a, -i и так далее), буква v в словах заменяется на f, а c — на k. Ниже приводятся несколько примеров:
| Слово Штурмтруппен   | Итальянское слово  | Перевод             |        |
| -------------------- | ------------------ | ------------------- | ------ |
| Attakko              | Attacco            | Атака, наступление  | [ 8 ]  |
| Teknico              | Tecnico            | Техника             | [ 8 ]  |
| Foi                  | Voi                | Вы                  | [ 9 ]  |
| Kueste               | Queste             | Эти                 | [ 9 ]  |
| Finestren            | Finestra           | Окно                | [ 10 ] |
| Ein grosse kontakten | Un grosso contatto | Большой контакт     | [ 10 ] |
| Hospetale            | Ospedale           | Госпиталь, больница | [ 11 ] |

## Публикации
Основные публикации в Италии в периодической печати:
- Paese sera (1969)
- Off-Side (1969)
- L’Ora[итал.] (1969)
- Segretissimo (1970)
- Gazzetta di Parma (1971)
- Eureka (1972—1982)
- Il Corriere dei ragazzi (1973)
- Corrier Boy (1976)
- Il Resto del carlino (1981)
- Il Radiocorriere Tv (1985)
- Be Bop a Lula (1986)
- The European (1990)
- Comix (1992)
- La Voce[итал.] (1994—1995)

## Восприятие
Штурмтруппен является самым известным итальянским комиксом в мире. Большинство критиков весьма положительно оценивают его антивоенную сатирическую основу, которая выходит далеко за рамки простого юмора. Автор комикса Франко Бонвичини сравнивается с такими известными авторами крупных антивоенных литературных произведений XX века, как Ярослав Гашек, Эрих Мария Ремарк и Ханс Хельмут Кирст.

## Продолжения и адаптации
После смерти Бонвичини предпринимались попытки возобновить создание комикса силами других художников и сценаристов (таких, как Лео Ортолани и Клаудио Онести), но они уже не смогли достигнуть прежнего успеха. В апреле 2022 года, после российского вторжения на Украину журналист болонского издания Cantiere Bologna Джампьеро Москато предложил создать аналог комикса Штурмтруппен, в котором вместо нацистов действовали бы российские солдаты в Украине, но идея не имела продолжения.
По мотивам комикса были выпущены два одноимённых художественных фильма (в 1976 и в 1982 годах) и видеоигра (в 1992 году). В 1976 году была также выпущена аудиокнига, в разные годы по итальянскому телевидению демонстрировались 6 мультипликационных 12-минутных фильмов, входивших в сборники Supergulp! I Fumetti in TV.